# Flygsystem 2020
Flygsystem 2020 ("Flight System 2020", förkortat FS 2020) är ett pågående projekt i svenska flygvapnet för att utveckla femte generationens svårupptäckta smygstridsflygplan till år 2035. Information om projektet är sparsam - det finns inga officiella uttalanden om det aktuella utvecklingsstadiet, även om en video gör anspråk på att visa ett miniatyrprototyptest. Några få referenser går att hitta på begreppet ”Flygbassystem 2000” och ”Flygbassystem 2018”.
År 2012 bad överstelöjtnant Lars Helmrich vid det svenska flygvapnet att Sveriges Riksdag ska överväga utveckling av ett nytt jetjaktflygplan eller att uppgradera alla nuvarande JAS 39 Gripen flerrollsjaktplan till E-versionen, och hävdade att de tidiga versionerna av flygplanet kommer att vara föråldrade år 2020.
Saab/Linköpings universitets projekt ”Generic Future Fighter” är en testbädd för dess teknologier.

## Partnerskap
Under ett statsbesök av Turkiets president i Sverige den 13 mars 2013 undertecknade Türk Havacılık ve Uzay Sanayii AŞ (Turkish Aerospace Industries, TAI) ett avtal med svenska Saab om att tillhandahålla designstödtjänster till Turkiet för TAI T-FX-programmet.
Projektet är dock under press efter Turkiets signaler att kanske lämna Joint Strike Fighter-programmet. För att hantera detta rapporterades i juli 2019 att den svenska regeringen var på väg att gå med i det brittiska projektet BAE Systems Tempest som syftar till att utveckla sjätte generationens smygjaktplan med bl.a. ”stealth”-förmåga, artificiell intelligens (AI), laser- eller hypersoniska vapen och med eller utan pilot. Målet för Sverige är att kunna integrera delar av den nya teknologin från Tempest-projektet i Flygsystem 2020.